# Newton Steers
Newton Ivan Steers Jr. (ur. 13 stycznia 1917 w Glen Ridge, New Jersey, zm. 11 lutego 1993 w Bethesda, Maryland) – amerykański polityk, działacz Partii Republikańskiej. W latach 1977–1979 był przedstawicielem ósmego okręgu wyborczego w stanie Maryland w Izbie Reprezentantów Stanów Zjednoczonych.